# آلیس گوستلی
آلیس گوستلی (انگلیسی: Alice Ghostley؛ ۱۴ اوت ۱۹۲۳ – ۲۱ سپتامبر ۲۰۰۷) یک هنرپیشه و خواننده اهل ایالات متحده آمریکا بود. وی بین سال‌های ۱۹۵۳ تا ۲۰۰۰ میلادی فعالیت می‌کرد.

## گزیدهٔ آثار

### سینما
- گریس (۱۹۷۸)
- فارغ‌التحصیل (۱۹۶۷)
- کشتن مرغ مقلد (۱۹۶۲)

### تلویزیون
- دارما و گرگ (۱۹۹۸)
- راگرتز (۱۹۹۷)
- معجزه کوچک
- دوستان (۱۹۷۹)
- افسونگر (۱۹۶۶ و سپس ۱۹۷۲–۱۹۶۹)
- می‌بری آر. اف. دی (۱۹۷۰)